# Камбисса, Джорджо
Джорджо Камбисса (итал. Giorgio Cambissa; 17 мая 1921, Бодио, кантон Тичино, Швейцария — 1998) — итальянский композитор и дирижёр.
Изучал композицию в Триесте и Милане (под руководством Джорджо Федерико Гедини), затем дирижёрское мастерство в Зальцбурге у Караяна. Стал победителем нескольких международных конкурсов, наиболее престижной была победа в Международном конкурсе имени королевы Елизаветы (1961). В 1962 г. возглавил консерваторию Больцано, в связи с чем в 1964—1981 гг. был председателем оргкомитета и жюри Конкурса пианистов имени Бузони. C 1980 г. был директором Римской консерватории.
Творческое наследие Камбиссы включает преимущественно сочинения для камерного оркестра, камерные ансамбли. Он также занимался редактурой и публикацией произведений Йозефа Мысливечека.